# Monestir de Sant Sebastià dels Gorgs
El monestir de Sant Sebastià dels Gorgs és un antic cenobi benedictí que es troba a la localitat de Sant Sebastià dels Gorgs al municipi d'Avinyonet del Penedès. L'any 2000 la Generalitat de Catalunya el va declarar bé cultural d'interès nacional.

## Història
Fou antic priorat benedictí, i avui és església parroquial del poble. La primera menció és de 976, quan Albar i Bona Dona donen a Sant Cugat vinyes i cort a Olérdola que limiten amb Subirats al nord, els Gorgs a l'est, Vila de llops al sud i Sant Esteve a ponent. Sembla que va ésser fundat per Mir Geribert, complint el testament de sa mare, Ermengarda, dona del vescomte de Barcelona, Geribert i filla del Comte Borrell II el 1030. Va rebre importants donacions dels fills del fundador.
Des del 1412 era priorat benedictí dependent del Monestir de Montserrat. A l'església en ruïnes, li fou refeta la capçalera el 1388 i s'adobà també el campanar. El 1606 s'escurçà la nau per la façana de Ponent, però s'aprofità la portada i el timpà. Els priors de Montserrat hi feren obres de consolidació i restauració el 1606 i 1785, però no li donaren esplendor monàstic, ja que darrerament només tenia el prior i dos beneficiats. El 1820 passà a ser parròquia. Cal assenyalar que en els darrers anys s'hi han fet obres de restauració a càrrec del Servei de Restauració de Monument de la Diputació de Barcelona.

## Arquitectura

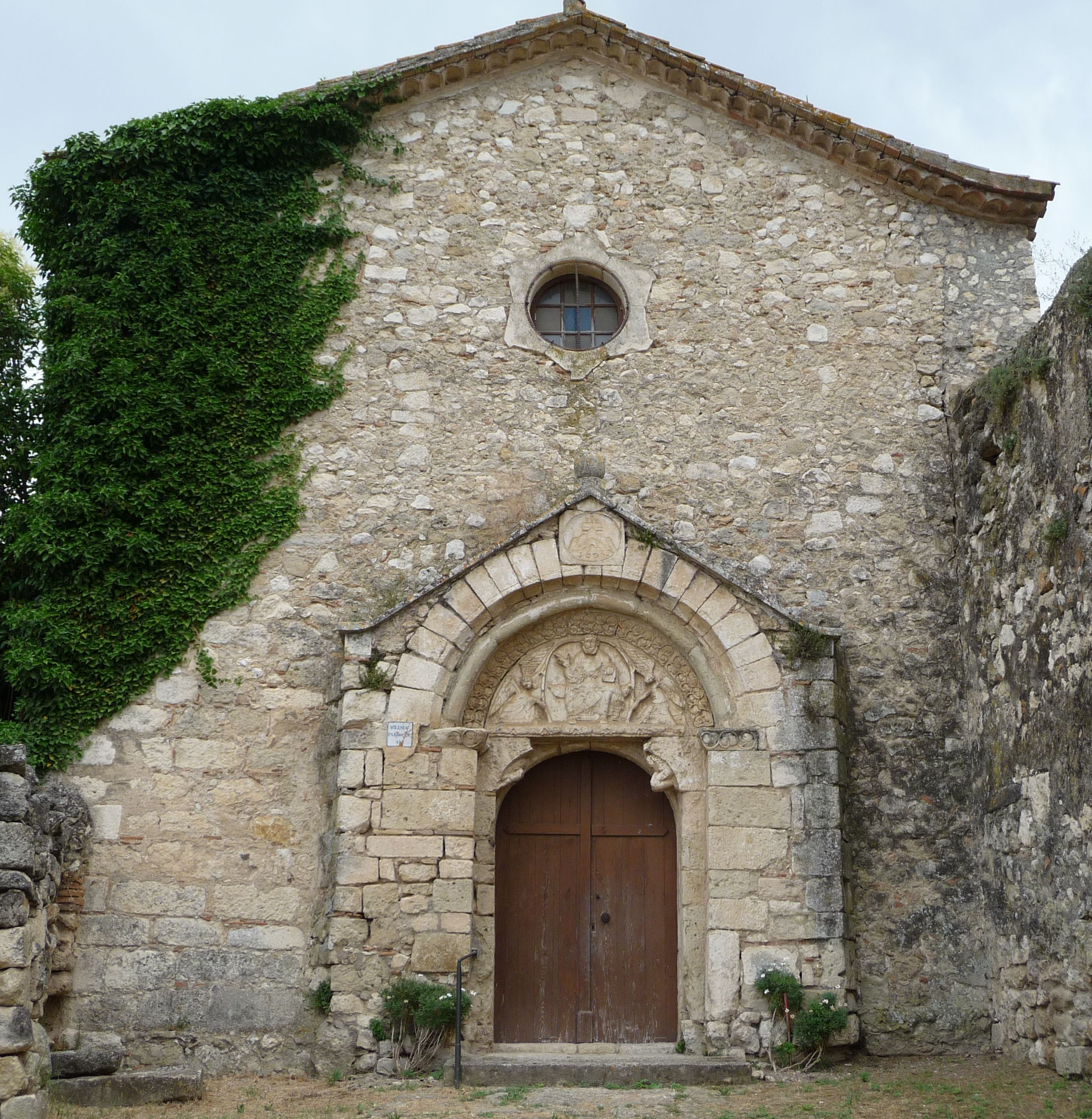
Façana principal i portada de l'església de Santa Maria, del monestir de Sant Sebastià del Gorgs

És una església d'una nau rectangular, a dos vents, amb absis d'estil gòtic. A la porta hi ha un timpà amb la representació del Pantocràtor voltat d'àngels i fris coronat. Alta torre-campanar de planta rectangular amb finestres geminades. Adossat a les antigues dependències monacals hi ha les importants restes d'un petit claustre: arcades amb capitells treballats amb figures d'animals, un capitell i àbac visigòtic. Conjunt molt harmoniós i interessant, un dels millors del Penedès. Existeixen dos sarcòfags gòtics a la sagristia de la base del campanar. El portal romànic fou traslladat o refet el 1606, afegint-hi el símbol montserratí. El sostre pla del segon pis té un enteixinat, hi trobem cinc motius representats dins els cassetons.

### Primer sarcòfag
És un sarcòfag paral·lelepipèdic de 140 x 58 cm de base i 41 cm d'alçada. La tapa és a doble vessant i té una alçada de 21 cm. Està treballat en un bloc monolític de pedra calcària de poca qualitat. No presenta cap mena de decoració. El sostenen quatre columnes geminades de factura bastant matussera amb àbacs, capitells, fusts llisos i bases tipus bosell. Els dos capitells de la part davantera presenten una senzilla decoració a la part frontal. El de la dreta té un relleu en forma de pinya als angles superiors i el de l'esquerra té pinyes als angles i un escut d'armes ogival amb la divisa d'una campana. Complementen la decoració dos motius florals que recorden a la flor de lis col·locats a banda i banda de l'escut. Modernament, junt a les columnes de la dreta s'aixecà un petit mur de reforç.
A la part frontal de l'ossera hi ha una inscripció moderna realitzada pel monjo Agustí Bragado, que fou prior de Sant Sebastià a finals del segle xviii. Diu així: "Fra Gustin Bragao Ayudo de Cantillas / prior deste priorato. Abri año 1785. / I en ellos no halle sinó varias / calaberas y huesos. Aquest sarcòfag es troba adossat a un dels murs de l'actual sagristia a la part baixa del campanar. Es creu que aquesta cambra havia estat originàriament destinada a panteó dels senyors de Subirats.

### Segon sarcòfag
Sarcòfag en forma de caixa paral·lelepipèdica de 150 x 48 cm de base i 41 cm d'alçada. La tapa és a doble vessant i té una alçada de 30 cm. Està construït amb lloses de marbre de diferents mides d'olor blanc grisós amb vetes fosques. El lateral de l'ossera actualment visible està format per cinc lloses i la tapa per sis. A l'interior, les juntes d'aquestes peces estaven resseguides amb plom. El sarcòfag, totalment llis, està sostingut per sis columnes amb capitells no decorats, fusts llisos i bases tipus bossell. No presenta cap inscripció.
Es troba en una cambra utilitzada actualment com a sagristia i que correspon a la planta baixa del campanar dins un arcosoli amb arcada gòtica de pedra. Segons A. Pladevall aquesta dependència podria haver estat originàriament destinada a panteó dels senyors de Subirats.

### Tercer sarcòfag
Sepulcre buidat a una pedra d'una sola peça, d'1,29 m de llargada per 0,55 m d'amplada i 0,45 m d'alçada. A la part davantera hi ha un relleu representant toscament una ànima en forma de figura humana eixint emportada per àngels d'un sepulcre. Els àngels són en nombre de sis, tres a cada cantó, dos que ajuden a pujar-la i els altres purament decoratius. La composició és enginyosa però grollerament interpretada. Fa pensar en un model anterior interpretat amb mala traça. Totes les figures són deformes. L'extrem dret és completament llis i l'esquerre porta la inscripció del nom d'Arnau de Vilanova i una creu potenciada al mig, de braços que s'eixamplen. No té tapa. Aquesta és la descripció de Manuel Trens del sarcòfag quan arribà al Museu diocesà de Barcelona.
Es dubta de la procedència del sarcòfag de Sant Sebastià dels Gorgs perquè en inventaris anteriors, com el fet en temps del bisbe Jaume Català i Albosa (1883-1899) es fa esment dels dos sarcòfags gòtics descrits en -1- i -2-, llisos i sense ornamentació visible. Així mateix ho descriu l'excursionista Guillem Tell i Lafont (1883) i també Artur Osona, l'any 1890. Tenint en compte que el Museu Diocesà fou inaugurat l'any 1916, més de 30 anys després de les visites, i que la descripció feta per Manuel Trens és de 1920, es posa en dubte la procedència del sarcòfag d'arnau de Vilanova.